# Barkas V 901/2
Der Barkas V901/2 ist ein Kleintransporter, der in den Jahren 1954–1961 beim VEB Barkas-Werke Karl-Marx-Stadt (bis 1956: Framo in Hainichen) hergestellt wurde. Wegen seines Ursprungs wird er häufig allgemein Framo V 901/2 genannt. 1956 wurde er als Framo V 901/2-Z bezeichnet. Der Dreivierteltonner war im damaligen DDR-Fahrzeugbau der kleinste Lkw und unterhalb des Phänomen Granit angesiedelt.

## Geschichte

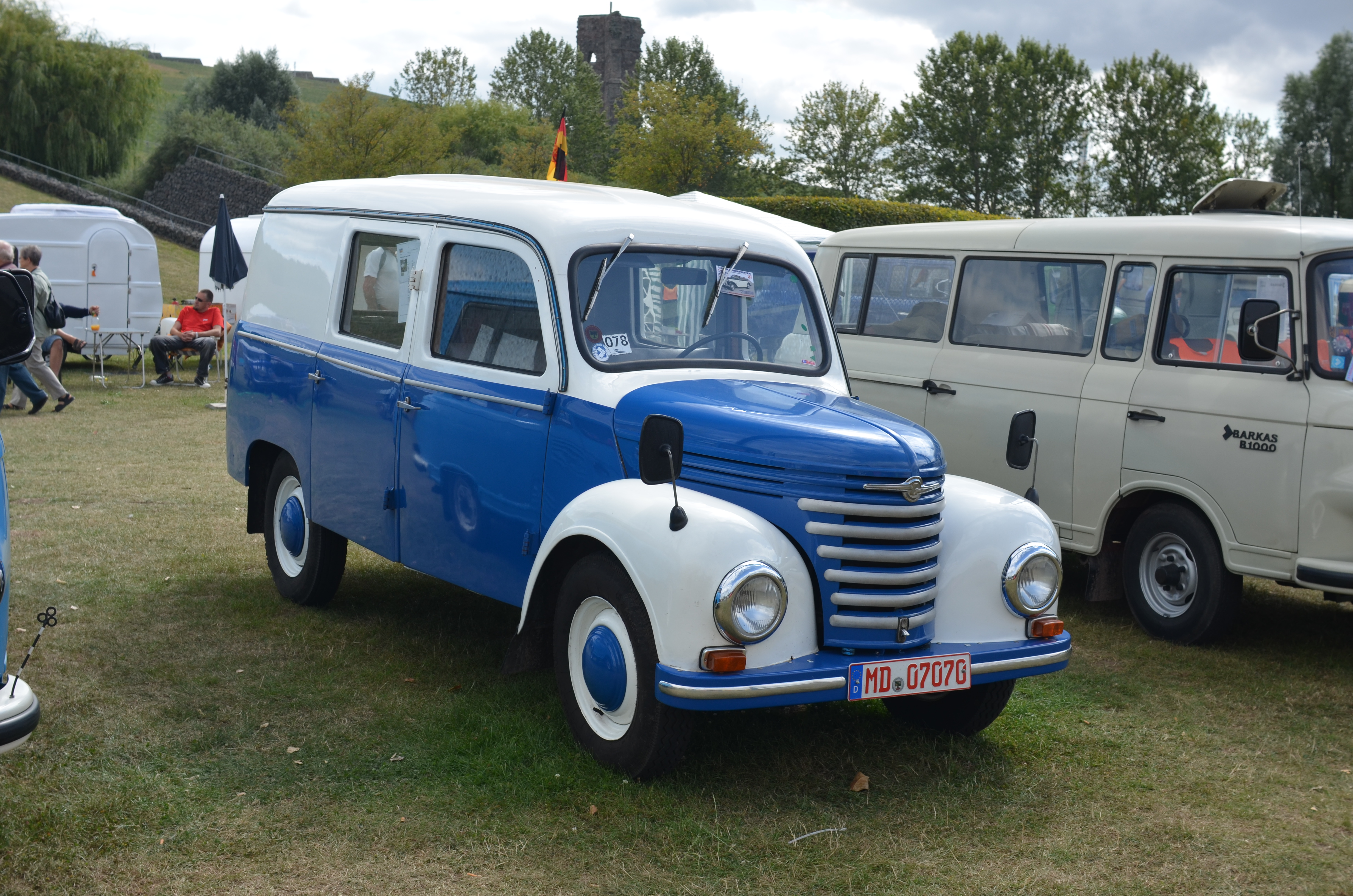
V 901/2 Kombiwagen (restauriert), daneben ein B 1000

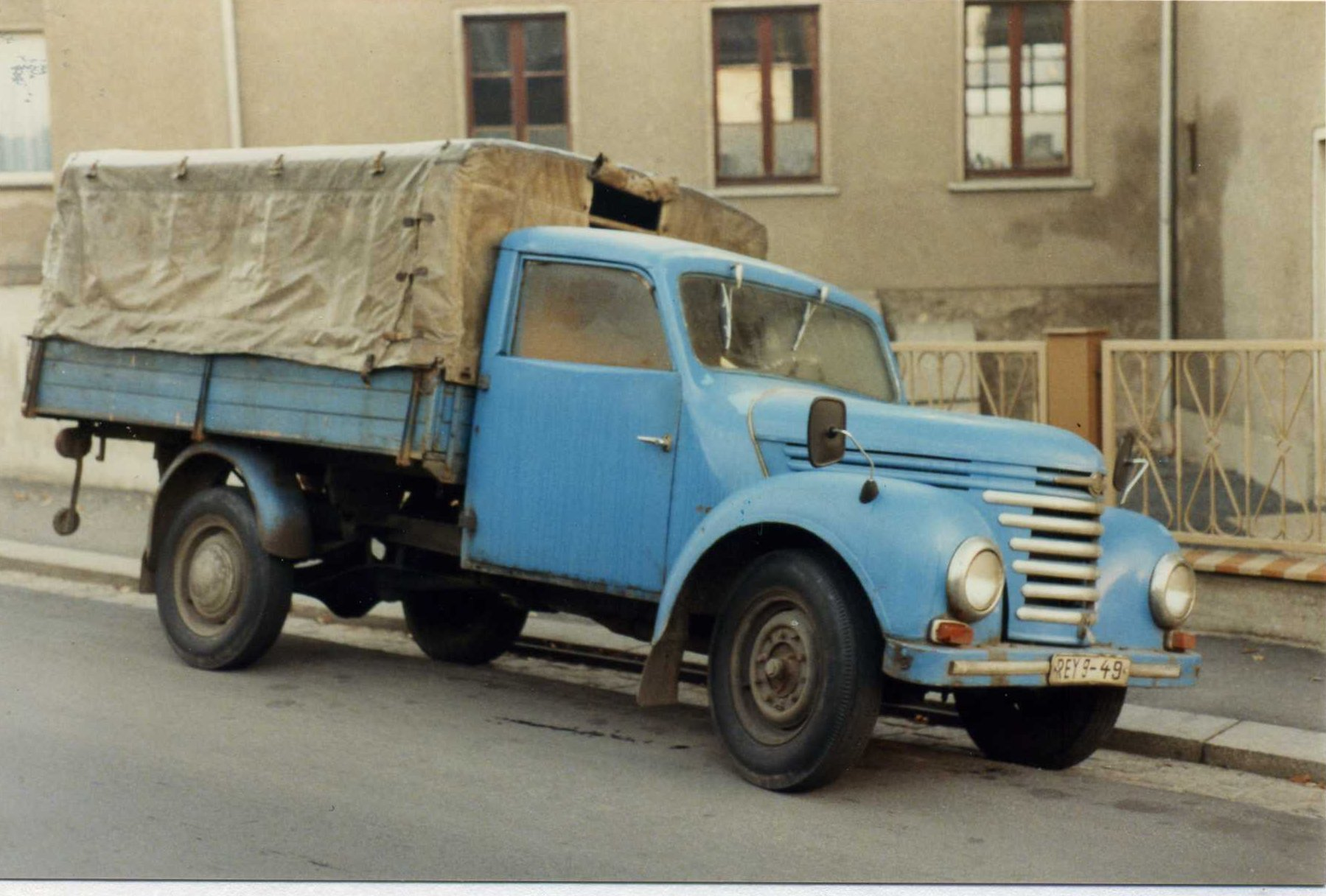
V 901/2 in Dresden, November 1989

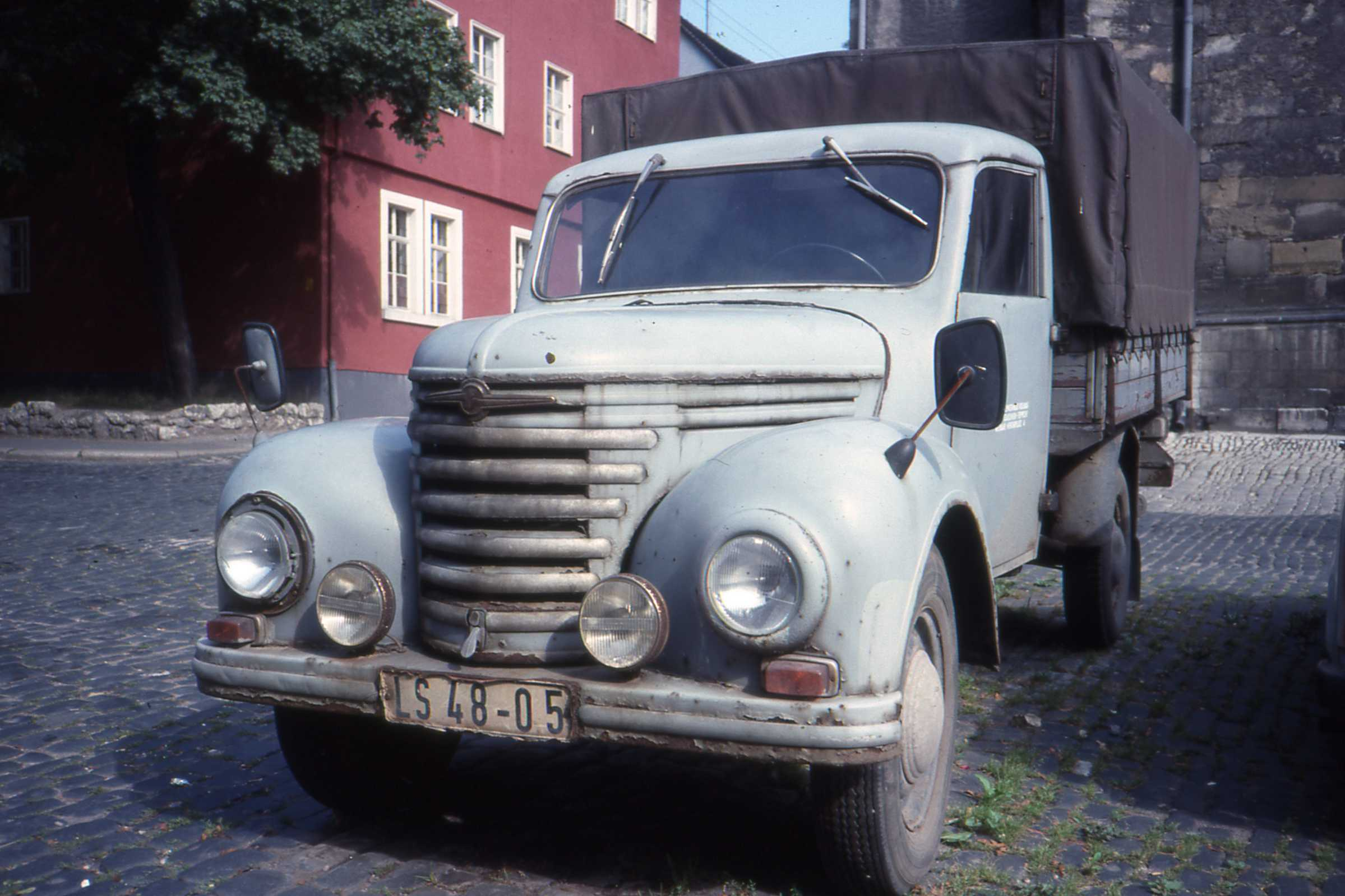
V 901/2 in Erfurt, August 1989

Unter Beibehaltung der Technik wurde der Framo V 901 1954 zum äußerlich neu gestalteten Typ V 901/2 weiterentwickelt. Das Fahrerhaus wurde deutlich vergrößert und dessen Gestaltung dem Zeitgeist der frühen 1950er-Jahre angepasst. Der Kleintransporter war wie sein Vorläufer mit verschiedenen Aufbauten lieferbar, wobei der Pritschenwagen die häufigste Ausführung darstellte. Hinzu kamen nun auch Spezialaufbauten für Polizei, Post und Handelsorganisationen. Die verschiedenen Ausführungen entstanden teilweise als Aufbauten im VEB Karosseriewerke Halle und Döbeln. Einen Kofferaufbau fertigte das Karosseriewerk Baalberge. Die Höchstgeschwindigkeit betrug je nach Übersetzung und Aufbau 75–82 km/h.
Die Namensgebung der einzelnen Weiterentwicklungsstufen war beim Framo V 901/2 nicht konsequent. 1956 folgte ein Typ V 901/3 mit auf 3,3 m verlängertem Radstand. Dieser wurde jedoch nur kurzzeitig produziert. Stattdessen wurde die Fertigung eines Typs V 901/2-Z fortgesetzt, welcher mit 2,8 m oder wahlweise 3,1 m ebenfalls einen längeren Radstand als die ersten Modelle hatte. Dabei waren einige weitere Verbesserungen verwirklicht worden: So stieg die Motorleistung von 18 auf 21 kW (24 bzw. 28 PS) und die Bremsen wurden verstärkt. Die Kombi-, Kleinbus- und Krankenwagenaufbauten wurden mit einer Heizung ausgestattet. Das für Zwischentyp stehende Z deutet darauf hin, dass es ursprünglich nicht vorgesehen war, das Fahrzeug noch bis 1961 zu produzieren. 1957 wurde das Werk in VEB Barkas-Werke umbenannt, um ein Jahr später erneut in VEB Barkas-Werke Karl-Marx-Stadt umbenannt zu werden. Entsprechend änderte sich der Name des Fahrzeugs in Barkas V 901, wobei sich alsbald wieder die Bezeichnung V 901/2 einbürgerte. 1958 wurde das Tankvolumen von 32 auf 42 Liter vergrößert.
Exportiert wurde der V 901/2 nach Holland, Belgien, Finnland und Ungarn. Aus politischen Gründen erreichten die Jahresstückzahlen selbst in den 1960ern nicht das Vorkriegsniveau von bis zu 5750 Fahrzeugen. Somit konnten weder Inlandsbedarf noch die Exportmöglichkeiten auch nur annähernd abgedeckt werden.
Wegen des akuten Mangels an Kleintransportern in der DDR wurden noch Ende der 1980er-Jahre zahlreiche V 901/2 im Alltag genutzt. Dank der Rahmenbauweise und fortlaufender Ersatzteilproduktion ließen sich verschlissene Exemplare relativ einfach wieder neu aufbauen. Dabei kam es oftmals zum Einbau von Ersatzrahmen, die entweder abnormale oder gar keine Rahmennummern aufweisen, was heute mitunter für Irritationen sorgt. Die Transporter verschwanden nach der Wende rasch aus dem Straßenbild. Inzwischen hat der V 901/2 längst Oldtimerstatus erlangt. Insgesamt wurden vom Typ 901/2 25.604 Stück gefertigt.

## Technische Daten
|                                          | Barkas V 901/2 (Modell 1960)                                               |
| ---------------------------------------- | -------------------------------------------------------------------------- |
| Motor:                                   | Ottomotor, Zweitakt (Umkehrspülung), drei Zylinder in Reihe                |
| Hubraum:                                 | 901 cm³                                                                    |
| Bohrung × Hub:                           | 70 mm × 78 mm                                                              |
| Leistung:                                | 20,6 kW (28 PS) bei 3600/min                                               |
| Max. Drehmoment:                         | 73,5 Nm bei 2500/min                                                       |
| Verdichtung:                             | 6,25                                                                       |
| Kühlung:                                 | Wasser                                                                     |
| Getriebe:                                | 4 + 1 (unsynchronisiert), mit Lenkstockschaltung                           |
| Schmierung:                              | Gemischschmierung im Verhältnis 1 : 25                                     |
| Lichtmaschine:                           | 6 V                                                                        |
| Fahrwerk:                                | Querlenker + Querfeder vorn, Starrachse hinten, Trommelbremsen vorn/hinten |
| Leergewicht: (Pritsche/Kasten+Kombi)     | 1000/1210 kg                                                               |
| Maße L × B × H: (Pritsche/Kasten+Kombi): | 4360/4350 × 1600/1650 × 1650/1910 mm                                       |
| Höchstgeschwindigkeit:                   | 75–82 km/h                                                                 |